# Melanchra assimilis
Melanchra assimilis är en fjärilsart som beskrevs av Morrison 1874. Melanchra assimilis ingår i släktet Melanchra och familjen nattflyn. Inga underarter finns listade i Catalogue of Life.